# Parazodarion raddei
Parazodarion raddei là một loài nhện trong họ Zodariidae. Chúng được Eugène Simon miêu tả năm 1889.